# Сезон атлантических ураганов 1911 года
Сезон атлантических ураганов 1911 года был относительно неактивным, и только шесть известных тропических циклонов сформировались в Атлантике летом и осенью. Предполагалось, что существует три тропических депрессии, в том числе одна, начавшаяся в феврале, и вторая, которая закончилась после исчезновения в декабре. Три шторма переросли в ураганы, два из которых достигли категории 2 по современной шкале ураганов Саффира — Симпсона. Данные о штормах в значительной степени основаны на базе данных об ураганах в Атлантическом океане, которая подверглась тщательной переработке за период с 1911 по 1914 год в 2005 году.
Большинство циклонов непосредственно затронуло землю. В конце августа в результате урагана, движущегося на запад, погибли 17 человек и серьёзно пострадали Чарльстон, Южная Каролина, и его окрестности. Несколькими неделями ранее в Пенсаколе, штат Флорида, в Мексиканском заливе случился шторм, который дул над сушей со скоростью 80 миль в час (130 км/ч). Четвёртый шторм сезона обрушился на побережье Никарагуа, в результате чего погибли 10 человек и был причинен значительный ущерб.

## Итоги сезона
База данных об ураганах в Атлантике (HURDAT) официально признает шесть тропических циклонов с сезона 1911 года. Только три получили статус урагана при скорости ветра 75 миль в час (121 км/ч) или выше. Третий ураган был самым сильным штормом с минимальным центральным давлением воздуха 972 мбар (28,7 дюйма рт. Ст.). Через неделю после его исчезновения образовался ещё один ураган со скоростью ветра, соответствующей предыдущему шторму, но с неизвестным давлением воздуха. Три слабых тропических депрессии образовались и остались ниже силы тропического шторма; первая сформировалась в феврале, а третья - в декабре. Первый шторм, достигший интенсивности тропического шторма, возник 4 августа, а последний тропический шторм рассеялся 31 октября.

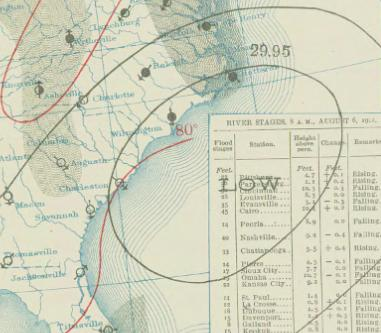
Анализ приземной погоды во время первого тропического шторма 6 августа 1911 г.

В начале 1900-х годов не хватало современных прогнозов и документации. База данных по ураганам за эти годы иногда оказывается неполной или неправильной, и новые штормы постоянно добавляются в рамках продолжающегося реанализа ураганов в Атлантике. Период с 1911 по 1914 год был повторно проанализирован в 2005 году. Два ранее неизвестных тропических циклона были идентифицированы с использованием записей, включая исторические карты погоды и судовые отчеты, а информация об известных штормах была изменена и исправлена. Эти штормы упоминаются просто по их количеству в хронологическом порядке, поскольку тропические циклоны в Атлантическом океане получили официальные названия гораздо позже.
Активность сезона была отражена в рейтинге накопленной энергии циклонов (ACE) 35, ниже среднего показателя за 1911–1920 гг., Равного 58,7. ACE - это, в широком смысле, мера мощности урагана, умноженная на продолжительность его существования, поэтому длительные штормы, а также особенно сильные ураганы имеют высокие ACE. Он рассчитывается только для полных рекомендаций по тропическим системам при скорости или превышении 39 миль в час (63 км/ч), что является пороговым значением для статуса тропического шторма.

## Хронология

### Первый тропический шторм
Первый тропический циклон сезона 1911 г., обозначенный отсутствием связанных фронтальных границ и закрытого центра циркуляции, сформировался 4 августа над южной Алабамой в Соединённых Штатах. Обладая лишь силой тропической депрессии, он двинулся на восток и на следующий день вышел в Атлантический океан. Несколько дней спустя, находясь недалеко от Бермудских островов, депрессия превратилась в тропический шторм и повернула на северо-восток. Шторм длился ещё несколько дней, пока не утих 11 августа. Шторм вызвал сильные дожди на Бермудских островах, но о штормовых ветрах не сообщалось. О шторме не было известно до тех пор, пока в базе данных об ураганах в Атлантике в 2005 г. он не был признан тропическим штормом.

### Второй ураган
Судя по наблюдениям с судов в юго-восточной части Мексиканского залива, в начале августа к северу от Ки-Уэста образовалась зона низкого давления. В 12:00 UTC 8 августа он превратился в тропическую депрессию и перерос в тропический шторм в 06:00 UTC 9 августа, двигаясь на северо-запад от западного побережья Флориды. Постепенное усиление продолжалось, и в 06:00 UTC 11 августа шторм усилился до статуса урагана. В 22:00 UTC 11 августа ураган достиг максимальной интенсивности и одновременно обрушился на берег недалеко от границы между Алабамой и Флоридой в виде небольшого тропического циклона. В течение этого времени максимальная продолжительность шторма была оценена на уровне 80 миль в час (130 км/ч), что делает его эквивалентом урагана 1 категории по современной шкале ураганов Саффира — Симпсона. Затишье во время шторма сопровождало проход мимо, прежде чем условия снова ухудшились. Хотя самое низкое барометрическое давление, измеренное на суше, было 1007 мбар (гПа; 29,74 дюйма рт. После выхода на сушу ураган ослаб и медленно дрейфовал на запад, ослабев до тропической депрессии над Луизианой 13 августа, а затем рассеялся над Арканзасом к 12:00 UTC следующего дня.
Развиваясь в Мексиканском заливе, тропический циклон принес на Ки-Уэст небольшие дожди, которые составили 1,82 дюйма (46 мм) за два дня. Внешние дождевые полосы урагана затронули Флориду ещё 10 августа, вызвав в Пенсаколе ветер со скоростью 80 миль в час (130 км/ч), где он считался худшим с 1906 года. Во второй половине дня 11 августа Бюро погоды США выпустило штормовые предупреждения для прибрежных районов побережья залива, где ожидалось воздействие урагана. После выхода на сушу шторм принес сильные осадки, достигнув максимума в 10 дюймов (250 мм) в Молино, Флорида, хотя самые сильные осадки были локализованы от Миссисипи до центральной Алабамы. Некоторые смывы происходили во время коротких эпизодов сильного дождя, когда шторм дрейфовал на запад после выхода на берег. Сильные ветры в районе Пенсаколы вывели из строя телекоммуникационные линии и отключили электричество, отключив связь с внешними районами на 24 часа. Павильон на Санта-Розе у острова была порвана треть крыши, и некоторые другие постройки на суше также остались без кровли. В море двенадцать барж были выброшены на мель из-за бурного прибоя. Сообщалось о больших потерях древесины после того, как она была снесена в результате отказа бревенчатых стрел. Цифры ущерба в районе Пенсакола были консервативно оценены в 12 600 долларов США, что считается меньшим, чем ожидалось, хотя было несколько смертей.

### Третий ураган
Спустя неделю после того, как предыдущий ураган рассеялся, третий шторм разразился 23 августа и медленно проследовал с запада на северо-запад. Получив статус урагана, шторм повернул больше к северо-западу и через несколько дней достиг максимальной скорости ветра 100 миль в час (155 км/ч); сообщалось о барометрическом давлении 972 мбар (гПа). Центр прошёл в глубь суши в нескольких милях к югу от Саванны, штат Джорджия, 28 августа; достигнув берега, ураган быстро утих. 29 августа он перерос в тропическую депрессию и сохранялся над сушей, пока не рассеялся пару дней спустя.
Ураган, относительно небольшой по размеру, нанес обширный ущерб между Саванной и Чарльстоном, Южная Каролина. Саванна получила лишь незначительные повреждения, хотя центр шторма прошёл рядом. Вдоль побережья Джорджии проливные дожди вызвали многочисленные размывы железных дорог. Посевы, скот и дороги в этом районе сильно пострадали. В Чарльстоне скорость ветра оценивалась в 106 миль в час (171 км/ч) после сбоя анемометра, последний сообщал о 94 милях в час (151 км/ч), и за три дня выпало 4,90 дюйма (124 мм) осадков.
Шторм длился более 36 часов, причинив серьёзный ущерб; ветер снёс крышу с сотен зданий, разрушил многие дома и сильно повлиял на электроснабжение и телефонную связь. По словам местного синоптика в Чарльстоне, приливы на 10,6 фута (3,2 м) выше нормы оставили «беспорядочную массу разбитых судов и поврежденных причалов», в то время как шесть торпедных катеров ВМС были сорваны со своих причалов и выброшены на берег. В общей сложности 17 человек погибли в результате урагана, а материальный ущерб в Чарльстоне оценивается в 1 миллион долларов (1911 долларов США, 27,8 миллиона долларов США в 2014 году).

### Четвёртый ураган
Следующий шторм образовался к востоку от Малых Антильских островов 3 сентября и двинулся на запад, достигнув статуса тропического шторма примерно через день. Шторм замедлился и повернул к юго-западу, приблизившись к северному побережью Колумбии, а затем оторвался от суши и превратился в ураган. Затем он повысился до 2 категории, прежде чем 10 сентября ударил по Никарагуа. Циклон, быстро ослабев до тропического шторма, продолжил движение на запад через Центральную Америку и ненадолго вошёл в восточную часть Тихого океана. Вскоре после этого он рассеялся. В городе Коринто сообщается, что погибли 10 человек и ещё 50 получили ранения. Было разрушено около 250 домов, в результате чего был нанесен ущерб примерно в 2 миллиона долларов (1911 долларов США, 55,6 миллиона долларов США в 2014 году). Данных об этом шторме крайне мало; Таким образом, в его хронологию в базе данных по ураганам можно было вносить лишь незначительные изменения.

### Первый тропический шторм
Пятый официальный тропический циклон также был ранее неизвестен до современной переоценки. Он обладал некоторыми гибридными характеристиками и, возможно, имел статус субтропического циклона в соответствии с современной схемой классификации. 15 сентября шторм сформировался над центральной Атлантикой и сначала двинулся на запад. По мере поворота на северо-запад он постепенно усиливался, а 19 сентября превратился во внетропический циклон к юго-востоку от Новой Англии. Впоследствии система была поглощена более мощной фронтальной границей, приближающейся с северо-запада.

### Второй тропический шторм
Последний шторм впервые наблюдался как возмущение около Пуэрто-Рико в Карибском море в конце октября. Нарушение явилось предвестником тропической депрессии, которая возникла над южными Багамами и направилась с запада на юго-запад через Кубу, где в Гаване ветер дул с юго-востока со скоростью 44 миль в час (71 км/ч). 27 октября он превратился в тропический шторм и дрейфовал на юго-запад. Около восточной оконечности полуострова Юкатан шторм резко повернул на север. Область высокого давления над Соединёнными Штатами не позволила циклону повернуть на восток в сторону Флориды, и он продолжил движение в Мексиканский залив. Однако 31 октября шторм повернул на восток и переместился на берег над северной Флоридой. Интенсивность шторма уменьшилась по мере того, как он перешёл в Атлантический океан. Центр циркуляции бури на протяжении всего её хода оставался плохо определённым. Долгое время считалось, что он развился к югу от Кубы, хотя переоценка судовых данных показала, что депрессия имела фактически сформировался к востоку от острова. 26 октября Бюро погоды объявило предупреждения об ураганах вдоль восточного побережья Флориды от Ки-Уэста до Уэст-Палм-Бич и на западном побережье до Тампы.

### Тропические депрессии
В дополнение к шести официально признанным тропическим штормам и ураганам в сезоне 1911 года были выявлены три тропические депрессии. Первый образовался в феврале из впадины низкого давления в открытой Атлантике и продвинулся на запад. Хотя судно сомнительно сообщало о ветре более 50 миль в час (80 км/ч) в связи с системой, отсутствие подтверждающих доказательств исключает его обозначение как тропический шторм. Циклон рассеялся к 21 февраля. Вторая депрессия возникла из внетропического циклона в середине-конце мая, превратившись в тропический циклон 22 мая к северо-востоку от Бермудских островов. Он сохранялся в течение трех дней, извиваясь вокруг той же самой области, прежде чем был поглощен другим нетропическим штормом. Современная документация этой системы также была затруднена из-за отсутствия данных. 11 декабря у островов Теркс и Кайкос образовалась третья тропическая депрессия. Он продвинулся на запад и на следующий день был расположен к северу от восточной части Кубы. Система началась чтобы ослабнуть 13 декабря и рассеялись вскоре после этого.